# Zidul lui Antoninus

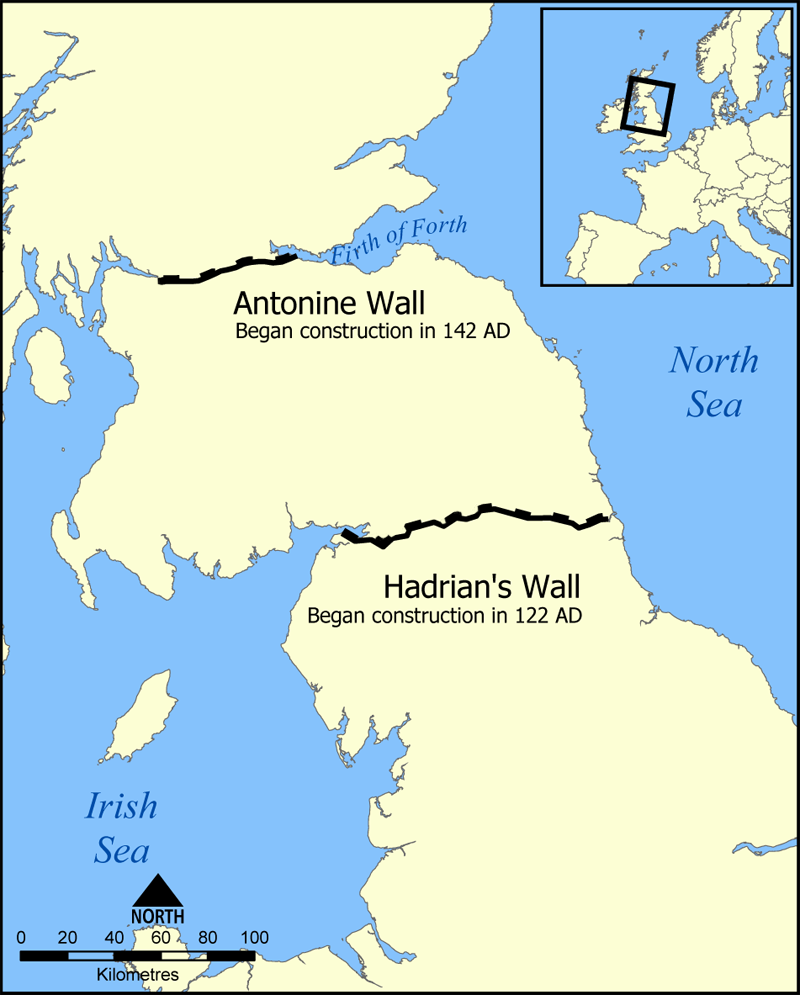
Amplasamentul zidului lui Antoninus

Zidul lui Antoninus (în latină: Vallum Antonini, în engleză: Antonine Wall) a fost o fortificație din piatră și turbă, construitǎ de Imperiul roman între anii 142-144 d.Hr., în timpul domniei lui Antoninus în Scoția de astăzi (pe atunci, Caledonia), pentru a proteja Britannia de atacurile picților și ale caledonienilor. Este situat la 160 km nord de Zidul lui Hadrian, care fusese construit mai înainte, pe timpul lui Hadrian. Are o lungime de 63 km, lățimea de 5 m, iar înalțimea de 3-4 metri. Zidul avea 26 forturi de observare. 
Făcea parte din limes, granița fortificată a Imperiului roman, care străbătea toată Europa până la Marea Neagră și ajungea și până în Asia Mică și Orientul Apropiat.
În anul 208, la ordinul împăratului Septimiu Sever, zidul a fost pǎrǎsit de trupele romane, care au revenit la Zidul lui Hadrian.  

#### Fortărețele:
Fortărețe mari și mici legate de Zidul lui Antoninus , descoperite de arheologi:   
- Bishopton;
- Old Kilpatrick ("Kilpatrick Vechi");
- Duntocher;
- Cleddans;
- Castlehill;
- Bearsden;
- Summerston;
- Balmuildy;
- Wilderness Plantation ("Plantația din Pustietate");
- Cadder;
- Glasgow Bridge ("Podul de la Glasgow");
- Kirkintilloch;
- Auchendavy;
- Bar Hill ("Măgura Bar");
- Fortărețele Zidului lui Antoninus, de la apus la răsărit. Croy Hill ("Măgura Croy");
- Westerwood;
- Castlecary;
- Seabegs Wood ("Lemnul Seabegs");
- Rough Castle ("Castelul Dur");
- Camelon;

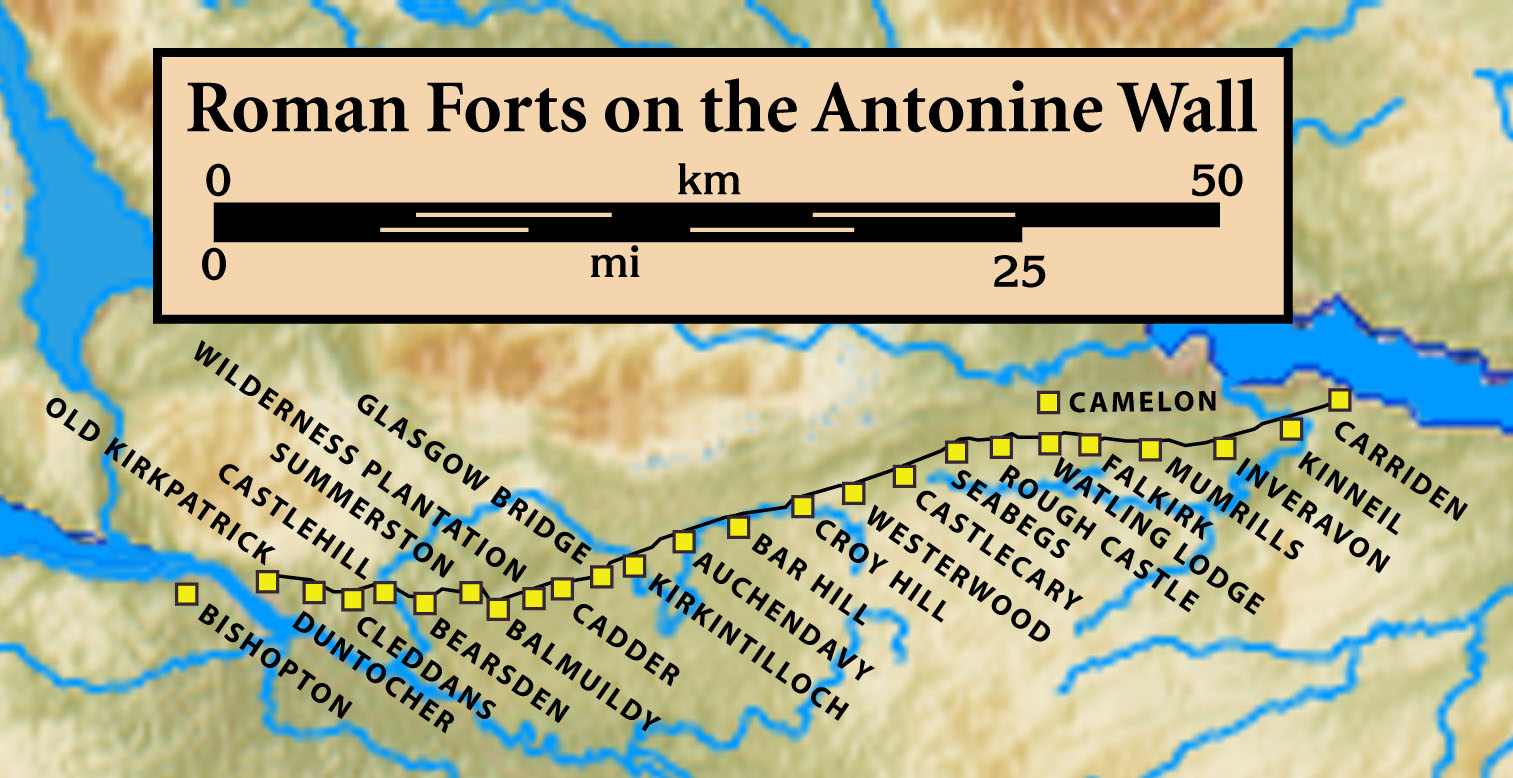
Fortărețele Zidului lui Antoninus, de la apus la răsărit.

- Watling Lodge ("Coliba Watling");
- Falkirk;
- Mumrills;
- Inveravon;
- Kinneil ("Vila Kinneil"); și
- Carriden ("Vila Carriden").